# Carnival Freedom
 (juillet 2010).
Le Carnival Freedom est un navire de croisière appartenant à la compagnie de croisière Carnival Cruise Lines du groupe Carnival Corp. La société est basée à Fort Lauderdale, en Floride.
Il est le dernier bateau de la classe Conquest construit en Italie sur le chantier naval Fincantieri à Monfalcone.
L'Organisation maritime internationale a enregistré ce bateau sous le numéro : 9333149.

## Description
Le Carnival Freedom est un navire de 290 mètres de long, de 35 mètres de large et d'une jauge brute de 110 000 pour une capacité de 2 974 passagers.
Ce navire peut naviguer à une vitesse de 22,7 nœuds, il est équipé de 6 moteurs dont 4 moteurs diesel Sulzer 16 ZAV et 2 moteurs diesel Sulzer 12 ZAV.
Le Carnival Freedom dispose de garde d'enfants, service blanchisserie, location de smoking, internet café, jacuzzis, Infirmerie et service postal.
À l'intérieur des suites, différents services sont fournis, tels que : service de chambre, mini-bar, télévision, réfrigérateur et coffre-fort.
Les activités à bord sont nombreuses : comédies, spectacles, casino, discothèque, piano-bar, salle de jeux, librairie, bibliothèque, Sports et conditionnement physique, spa, salon de fitness, ping-pong, jeu de palet, aérobic, jogging, piscine, basket-ball, volley-ball et golf.
Le 27 mai 2022, un incendie se déclare alors que le navire est amarré à Grand Turk (Caraïbes) et endommage ce dernier,,. In mARCH 2024, the funnel burned again.https://www.spiegel.de/panorama/carnival-freedom-brand-auf-kreuzfahrtschiff-vor-den-bahamas-teil-des-schornsteins-stuerzt-auf-das-deck-a-b74f1d5c-b8b4-4982-a33c-23ace9a6931d

## Ponts
Le Carnival Freedom possède 13 ponts :

### Pont 1 - Riviera
Il est principalement constitué de cabines. (142 cabines avec balcon extérieur (100 d'entre elles sont situées au milieu du navire, 22 à l'avant et 20 à l'arrière à du Carnival Freedom).

### Pont 2 - Main
Ce pont dispose  de 279 cabines.

### Pont 3 - Lobby
- Théâtre "Victoriana""
- Restaurant "The Chic"
- Restaurant "The Posh"
- Galerie marchande
- Bureau des excursions
- Pont extérieur
- Atrium
- Gallery d'art

### Pont 4 - Atlantic
- Librairie "Monticello"
- Restaurant "The Posh"
- Restaurant "The Chic"
- Bar "Habana"
- Internet café
- Théâtre "Victoriana"

### Pont 5 - Promenade
- Bar "Player's"
- Bar "Century's"
- Bureau des formalités
- Magasin carnival
- Théâtre "Victoriana"
- Casino "Babylon"
- Sushi bar
- Club O²
- Video arcade
- Café "Vennese"
- Bar "Nouveau"
- Restaurant "Scott's"
- Restaurant "Swingtime"
- Club "70's"

### Pont 6 - Upper
Ce pont comporte 270 cabines.

### Pont 7 - Empress
Ce pont comporte  239 cabines.

### Pont 8 - Veranda
Ce pont comporte 257 cabines.

### Pont 9 - Lido
- 90 cabines
- Piscine
- Grand buffet
- Bar
- Restaurant "Freedom"
- Pizzeria
- Spa
- Grill

### Pont 10 - Panorama
- Piscine
- Restaurant
- Départ du toboggan
- 38 cabines avec balcon
- 28 cabines intérieur
- Restaurant "Sun King"
- Piscine à vagues
- Spa

### Pont 11 - Spa
- Spa
- Sauna
- Hammam
- Gymnase
- Salon de massage
- 18 cabines

### Pont 12 - Sun
- Piscine d'enfant
- Camp Carnival

### Pont 13 - Sky
Ce pont est utilisé pour le départ du toboggan.